# یواس‌اس هاوکوا (۱۸۶۳)

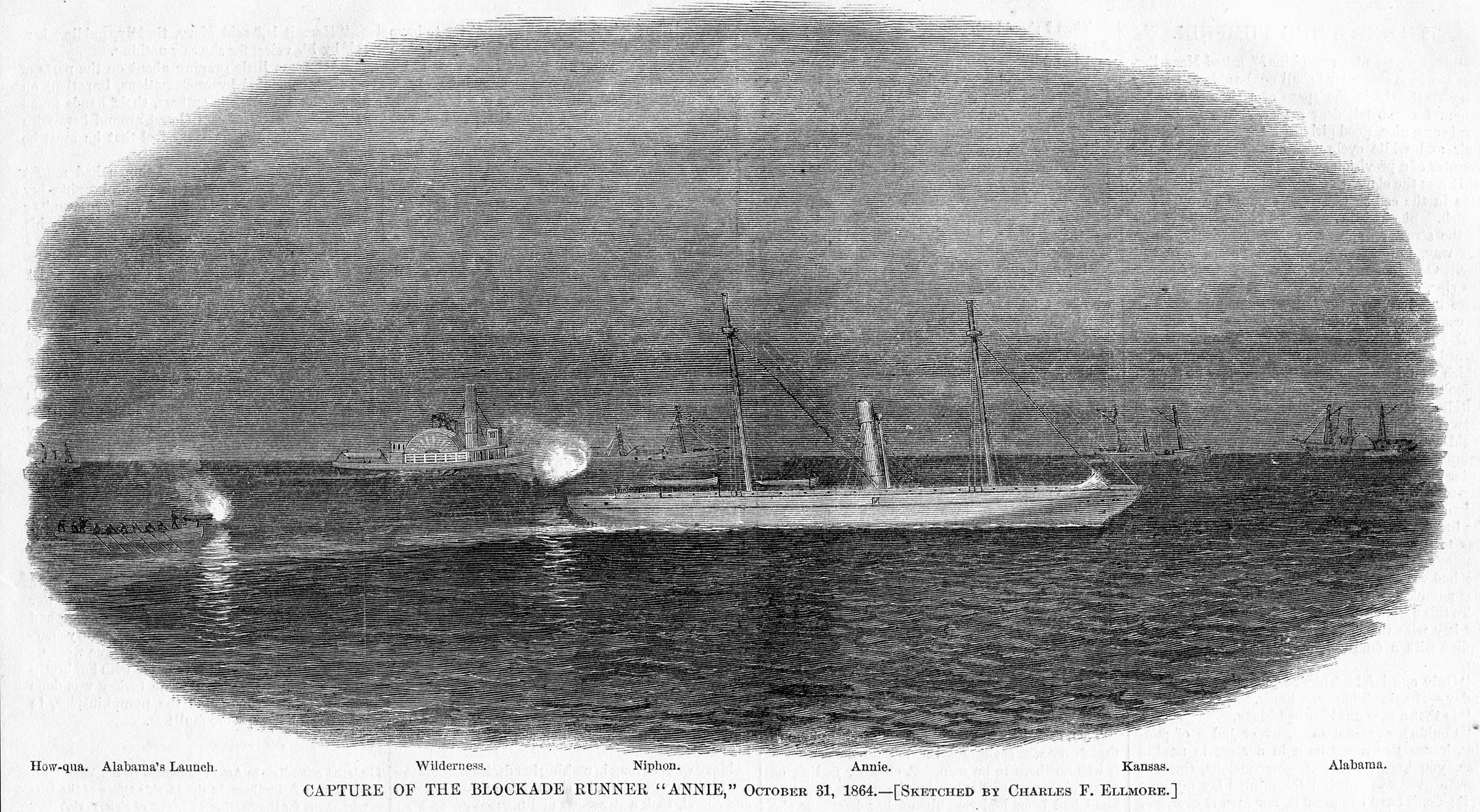
نمایی از کشتی یواس‌اس هاوکوا (۱۸۶۳)

یواس‌اس هاوکوا (۱۸۶۳) (به انگلیسی: USS Howquah (1863)) یک کشتی بود که طول آن ۱۲۰ فوت ۷ اینچ (۳۶٫۷۵ متر) بود.